# Camille Dunant
Pour les articles homonymes, voir Dunant.
Camille Dunant, né en 1819 à Annecy (alors division de Savoie du royaume de Sardaigne), mort dans la même ville en 1909, est un avocat puis fonctionnaire sarde, d'origine savoyarde. Il s'implique notamment dans la vie culturelle et touristique de la région.

## Biographie

### Origines
Camille Dunant naît le 27 juillet 1819 à Annecy, « dans l'actuelle rue Jean-Jacques-Rousseau ».
Il est le fils de l'architecte et artiste peintre Prosper Dunant (1790-1878) et le frère de la peintre Clotilde Dunant (1821-1892), mariée au peintre Firmin Salabert en 1861,. La famille déménage en 1822 dans une villa du quartier des Marquisats.

### Formation et carrière
Camille Dunant fait ses études à Annecy avant de poursuivre celles-ci dans la capitale sarde, Turin. Il obtient un doctorat de droit et devient avocat. Il revient s'installer dans sa ville de naissance. Il devient « substitut du procureur du roi, près du Conseil d'intendance », ou juge-adjoint au tribunal civil d'Annecy. Il est également nommé directeur de l'Enseignement public ou proviseur des études en 1852,.

### Vie politique locale et développement touristique
Partisan d'un développement touristique au niveau local, il crée le Syndicat d’initiative d’Annecy en 1895,.
En 1874, il devient le fondateur et président de la section du club alpin français de la ville d'Annecy. Il est ainsi à l'origine de la création de sentiers touristiques de randonnées.
En mai 1884, il entre au conseil municipal d'Annecy et devient maire-adjoint de Jean-Louis Grivaz. Il quitte son mandat sept ans plus tard.
Il est conseiller général du canton d'Annecy-Sud de 1891 à 1895.
Il fait construire une villa sur le site de l'ancien château de Lathuile.

### Érudition
En 1851, il fait partie des notables annéciens — avec Jules Philippe (1827-1888), Éloi Serand, le docteur Bouvier, le baron Antoine Despine, Étienne Machard — qui réactivent la Florimontane, sous le nom de l’Association florimontane (1851), puis à la Société florimontane (1862),,. Elle ne devient Académie florimontane qu'en 1911. Il en est le président pendant quarante-quatre ans (1862-1906),, puis président honoraire.
Il est élu membre correspondant l'Académie des sciences, belles-lettres et arts de Savoie le 28 avril 1898.

## Distinctions
Camille Dunant a reçu les distinctions suivantes :
- Chevalier de l'ordre des Saints-Maurice-et-Lazare
- Chevalier de la Légion d'honneur[14]

## Hommage

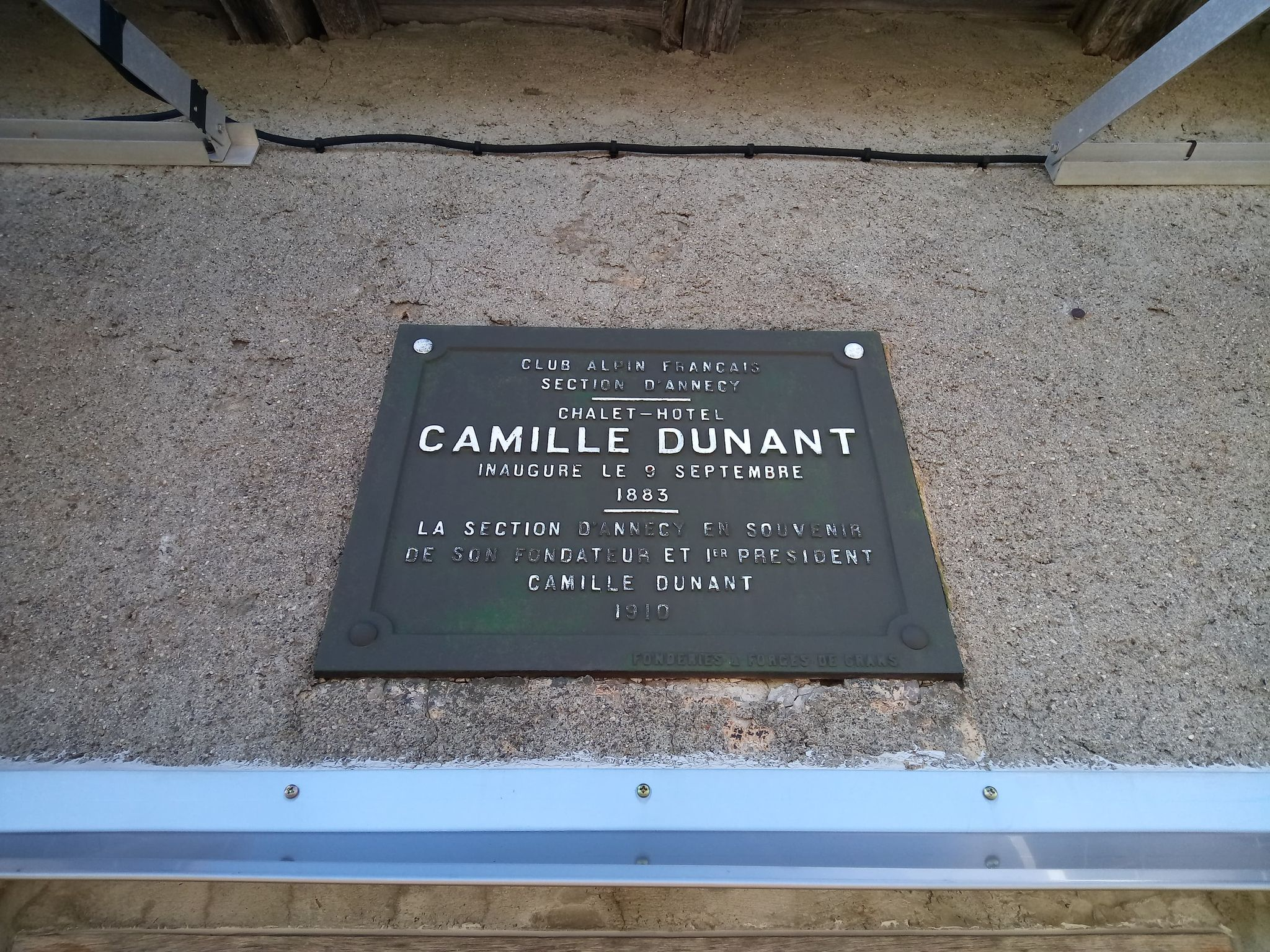
La plaque située au-dessus de l'entrée du refuge du Parmelan en l'honneur de Camille Dunant.

Un chalet-refuge situé au sommet le Parmelan, ainsi qu'une rue d’Annecy.
Le chalet a été édifié sur des terrains que Camille Dunant a acquis. Il a été inauguré en septembre 1883.